# أندريس زيير
أندريس زيير (بالألمانية: Andreas Zeyer)‏ (9 يونيو 1968 بنيرسهايم في ألمانيا - ) هو لاعب كرة قدم ألماني في مركز الوسط. لعب مع نادي بوخوم ونادي فرايبورغ ونادي كارلسروه ونادي هامبورغ و.

## روابط خارجية
- أندريس زيير على موقع قاعدة بيانات كرة القدم.إي يو (الإنجليزية)
- أندريس زيير على موقع عالم كرة القدم.نت (الإنجليزية)